# Стъпката на Крали Марко (Габрене)
Стъпката на Крали Марко e праисторическо култово съоръжение, разположено в полите на планината Беласица, непосредствено до село Габрене (Община Петрич, област Благоевград), в местността „Сариев камък“.

## Откритие
Стъпката на Крали Марко е открита от научна експедиция на Югозападния университет „Неофит Рилски“, ръководена от проф. Васил Марков през ранната пролет на 2012 г. Своеобразният отпечатък от крака на митичния герой е част от древно светилище и представлява издълбан в скалата басейн. Култовото място е датирано от екипа на проф. Марков между I-IV век сл. Хр.
Светилищното съоръжение представлява скала, която е обожествена в праисторическите времена, като върху нея има издълбани два малки басейна – единият е с формата на огромна човешка стъпка, а другия има кръгла форма. Името на обекта се свързва с народния епос за Крали Марко. Според легендите, разказвани от местното население, единият жертвеник е „Стъпката на Крали Марко“, а вторият е „Стъпката на неговия кон Шарколия“. Според проф. Марков митичният герой е стъпил под планината Беласица, където се намира въпросният камък, а другата стъпка е оставила отпечатък в планината Огражден, така според Марков, „Крали Марко фиксира свещените места на траките“.
Край село Габрене местните жители, обработвайки нивите, са намирали и други находки – т. нар. „връчви“ (питоси).

## Опазване и консервация
Мястото на светилището е разчистено от местните хора, които се надяват откритието да привлече туристически поток към селото. По данни на агенция „Стандарт“ древното култово място е привлякло вниманието на македонски и гръцки туристи.

## Наименование
„Стъпката на Крали Марко“ е често срещано средновековно наименование на праисторически сакрални обекти в днешните територии на България и Северна Македония.
„Стъпки“ на територията на България са регистрирани и картотекирани от археолозите в близост до следните населени места: с. Чокоба, (Област Сливен); с.Мечкул, (Област Благоевград) – на сакралната територия на светилището Света Амина; с.Бузовград (Област Стара Загора) – до крепостта „Бузово кале“; град Ракитово, (Област Пазарджик) – на изток от града в непроучената тракийска култова местност; "Стъпката на Крали Марко" на Хасара при с.Сталево (Област Хасково) – под връх Голям Хасар; с.Черничево (Област Кърджали) – Ликууто врисче (изворът на Крали Марко); Вучански камък до язовир Пчелина с.Лобош, област Перник.